# Courbouzon (Giura)
Courbouzon è un comune francese di 616 abitanti situato nel dipartimento del Giura nella regione della Borgogna-Franca Contea.

## Società

### Evoluzione demografica
Abitanti censiti